# Marceline Day
Marceline Day, geboren als Marceline Newlin (Colorado Springs, 24 april 1908 – Cathedral City, 16 februari 2000) was een Amerikaans actrice.
Day werd geboren als jongere zus van actrice Alice Day en werd opgevoed in Salt Lake City. Toen haar zus in 1923 een zwempakmodel werd voor Mack Sennett, besloot Marceline Newlin ook te willen acteren. In 1924 werd ze tegenover haar zus in de Harry Langdon-vehikel Picking Peaches (1924) gecast. Day was aan het begin van haar carrière in verschillende korte films te zien.
Daarnaast maakte ze in een korte periode regelmatig verschijningen in westerns. Ze zou het liefje spelen van verschillende cowboysterren, waaronder Hoot Gibson, Art Acord en Jack Hoxie. In haar latere carrière zou ze tegenover internationale beroemheden gecast worden, zoals Lionel Barrymore, Lon Chaney, Ramón Novarro, Norman Kerry, John Barrymore en Buster Keaton.
In 1926 werd Day uitgeroepen tot een van de WAMPAS Baby Stars, een campagne die nieuwkomende actrices sponsort. Andere Baby Stars van dat jaar waren Joan Crawford, Janet Gaynor, Mary Astor en Dolores del Río. De campagne droeg bij aan Day's populariteit en het resulteerde erin dat ze tegenover John Barrymore gecast werd in The Beloved Rogue (1927).
Day is het best herinnerd voor haar rol in The Cameraman (1928), waarin ze tegenover Buster Keaton te zien was. Tijdens de opkomst van de geluidsfilm maakte Day zonder moeite haar overgang. Haar rollen werden echter kleiner en de films waren van minder kwaliteit. Day raakte in de vergetelheid en ging in 1933 met pensioen. Hierna weigerde ze ooit interviews af te leggen over haar filmcarrière.
Day stierf in 2000 een natuurlijke dood op 91-jarige leeftijd.